# 中島埠頭駅
中島埠頭駅（なかじまふとうえき）は、秋田県秋田市土崎港相染町土浜にあった、秋田臨海鉄道の貨物駅（廃駅）である。

## 駅概要
本線と側線1本のみで貨物ホームなどはなく、貨物の到着・発送はできない。ただし、国土交通省が実施した「環日本海シーアンドレール構想」の実証実験においては、当駅近くに大浜コンテナヤードがあることから、仮設積替ヤードを設置し、海上コンテナの取扱を行った。
かつては、日本石油（現：ENEOS）・日本セメント（現：太平洋セメント）・秋田海陸運送が専用線を使用していた。専用線の線路はいずれも撤去されている。

## 歴史
- 1971年（昭和46年） 
  - 7月7日：秋田港 - 当駅間開業に伴い、終着駅として開業。
  - 10月1日：当駅 - 秋田北港間が開業し、途中駅となる。
- 2015年（平成27年）7月1日：北線の鉄道事業休止に伴い営業休止[2]。
- 2021年（令和3年）4月1日：路線廃止に伴い廃駅となる。

## 駅周辺
- 秋田港
- 秋田運河
- ENEOS秋田油槽所
- 太平洋セメント秋田北サービスステーション
- 住友セメント秋田港サービスステーション
- 大浜コンテナヤード

## 1985年時の常備貨車
- 日本石油輸送所有
  - タキ1500形（石油類（ガソリン除く）専用）34両
  - タキ2100形（石油類（ガソリン除く）専用）3両
  - タキ10000形（石油類（ガソリン除く）専用）29両
  - タキ42750形（石油類（ガソリン除く）専用）13両
  - タキ45000形（石油類（ガソリン除く）専用）5両
  - タム500形（ガソリン専用）8両
  - タサ1700形（ガソリン専用）4両
  - タキ3000形（ガソリン専用）72両
  - タキ9900形（ガソリン専用）26両
  - タキ35000形（ガソリン専用）24両
  - タキ50000形（ガソリン専用）4両
  - タキ5200形（メタノール専用）5両
  - タキ12500形（塩酸専用）1両
  - タキ5350形（ユーロイド専用）1両
  - タキ6900形（アクリルニトリル専用）3両
  - タキ79000形（ラテックス専用）1両

「昭和60年版私有貨車番号表」『トワイライトゾーンMANUAL13』ネコ・パブリッシング、2004年

## 隣の駅
秋田臨海鉄道
秋田臨海鉄道線（北線）
秋田港駅 - 中島埠頭駅 - 秋田北港駅